# Řády, vyznamenání a medaile Sierry Leone
Systém vyznamenání Republiky Sierra Leone byl zaveden v dubnu 1971 poté, co se Sierra Leone stala republikou. Původně byla v zemi udílena britská koloniální vyznamenání, včetně Řádu britského impéria. Ta byla roku 1961 poté, co se Sierra Leone stala dominiem, nahrazena novými vyznamenáními. I nadále zde však byla udílena britská vyznamenání. Ta byla naposledy občanům Sierry Leone udělena během novoročního udílení vyznamenání v roce 1971. Vyznamenaní mohou používat neoficiální postnominální písmena.

## Seznam vyznamenání
- Řád republiky je nejvyšší státní vyznamenání Sierry Leone. Udílen je ve třech třídách občanům republiky i cizím státním příslušníkům za záslužnou službu státu.[5]
- Řád Rokel je udílen občanům republiky za obětavou a záslužnou službu republice.[6]
- Čestné vyznamenání
- National Award Medal
- Prezidentská cena je udílena ve dvou třídách občanům republiky za pilnou a obětavou službu republice.

## Dominium Sierra Leone (1961–1971)
Řada nových sierraleonských medailí byla založena během deseti let od získání nezávislosti v roce 1961 do roku 1971, kdy byla Sierra Leone vyhlášena republikou.

### Pozadí
Dne 27. dubna 1961 se Sierra Leone, která do té doby byla britskou kolonií, stala v rámci Commonwealthu nezávislým dominiem. Hlavou dominia byla britská královna Alžběta II. nesoucí titul Královna Sierry Leone. Dne 19. dubna 1971 se země stala v rámci Commonwealthu republikou. Po roce 1961 zavedla Sierra Leone řadu nových ocenění, některá z nich jako náhradu za bývalá koloniální vyznamenání. Kromě toho byl předseda vlády Sierry Leone zmocněn nominovat občany své země ke jmenování do britských řádů, včetně Řádu britského impéria. Systém vyznamenání se v zemi opětovně změnil poté, co se země stala roku 1971 republikou. Dosavadní vyznamenání byla nahrazena a v roce 1972 byly založeny dva nové řády, Řád republiky a Řád Rokel.

### Vyznamenání založená Dominiem Sierra Leone
Všechna následující vyznamenání byla založena královským rozkazem (Royal Warrant) a jsou zařazena i v britském systému určujícím, na jaké pozici mají být nošena. Všechna tato vyznamenání byla vyráběna britskou královskou mincovnou.
- Medaile nezávislosti Sierry Leone byla založena roku 1961 u příležitosti vyhlášení nezávislosti. Byla udělena příslušníkům policie a ozbrojených sil Sierry Leone, kteří byli ve službě dne 27. dubna 1961.[12]
- Všeobecná služební medaile Sierry Leone byla založena roku 1961.[13] Byla udílena se stuhou s nápisem CONGO příslušníkům ozbrojených sil Sierry Leone, kteří sloužili během konžské krize v letech 1962 až 1963.[14]
- Medaile za dlouhou službu a příkladné chování královských vojenských sil Sierry Leone byla založena roku 1962. Byla udílena poddůstojníkům a mužstvu po šestnácti letech příkladné služby. Do délky služby se jim počítala i předchozí služba v Royal West African Frontier Force.[15]

#### Hasičská a policejní vyznamenání
Následujících šest medailí bylo přímými náhradami za vyznamenání z koloniálního období. Nová vyznamenání přejala předchozí pravidla a předpisy, včetně odsloužených 18 let nutných pro udělení medaile za dlouhou službu.
Přestože příslušné královské rozkazy byly vydány dne 20. dubna 1964, probíhaly mezi vládou Sierry Leone a královskou mincovnou zdlouhavá jednání způsobená diskuzí o přesném vzhledu ocenění a také politickou situací v zemi, která zapříčinila, že vznik nových vyznamenání měl pro vládu malou prioritu. Nakonec byla dodávka stuh doručena sierraleonským úřadům v březnu 1970. Později téhož roku byla křestní jména nominovaných předložena královské mincovně a počátkem roku 1971 bylo mincovnou odesláno 17 policejních medailí za zásluhy a 94 policejních medailí za dlouhou službu. K dodávce dalších medailí již nikdy nedošlo. protože se Sierra Leone v dubnu 1971 stala republikou a udělování těchto medailí bylo přerušeno. Tím pádem nebyla nikdy udělena Policejní medaile za statečnost ani žádná z hasičských medailí.
Na policejních medailích byla na přední straně vyobrazena královna Alžběta II. s nápisem QUEEN ELIZABETH II. Na zadní straně byly vyobrazeny váhy spravedlnosti nad obuškem. V horní části byl nápis SIERRA LEONE POLICE FORCE. Nápis ve spodní části se u jednotlivých medailí lišil. V případě medaile za statečnost zde byl nápis FOR GALLANTRY, v případě medaile za zásluhy zde byl nápis FOR MERITORIOUS SERVICE a v případě medaile za dlouhou službu nápis FOR LONG SERVICE.
- Policejní medaile Sierry Leone za statečnost nahrazovala Koloniální policejní medaili za statečnost
- Policejní medaile Sierry Leone za zásluhy nahrazovala Koloniální policejní medaili za zásluhy
- Policejní medaile Sierry Leone za dlouhou službu nahrazovala Koloniální policejní medaili za dlouhou službu
- Hasičská medaile Sierry Leone za statečnost nahrazovala hasičskou verzi Koloniální policejní medaile za statečnost
- Hasičská medaile Sierry Leone za zásluhy nahrazovala hasičskou verzi Koloniální policejní medaile za zásluhy
- Hasičská medaile Sierry Leone za dlouhou službu nahrazovala Koloniální hasičskou medaili za dlouhou službu